# 25. Golden Globe-gála
A 25. Golden Globe-gálára 1968. február 12-én került sor, az 1967-ben mozikba, vagy képernyőkre került amerikai filmeket, illetve televíziós sorozatokat díjazó rendezvényt a kaliforniai Beverly Hillsben, a Beverly Hilton Hotelben tartották meg.
A 25. Golden Globe-gálán Kirk Douglas vehette át a Cecil B. DeMille-életműdíjat.

## Filmes díjak
A nyertesek félkövérrel jelölve.
| Legjobb filmes díjak | Legjobb filmes díjak |
| Legjobb filmdráma | Legjobb vígjáték vagy zenés film |
| --- | --- |
| - Forró éjszakában - Bonnie és Clyde - Távol a tébolyult tömegtől - Találd ki, ki jön vacsorára! - Hidegvérrel | - Diploma előtt - Camelot - Doctor Dolittle - A makrancos hölgy - Ízig-vérig modern Millie |
| Legjobb filmes alakítások (filmdráma) | |
| Színész | Színésznő |
| - Rod Steiger – Forró éjszakában - Alan Bates – Távol a tébolyult tömegtől - Warren Beatty – Bonnie és Clyde - Paul Newman – Bilincs és mosoly - Sidney Poitier – Forró éjszakában - Spencer Tracy – Találd ki, ki jön vacsorára! | - Edith Evans – Suttogók - Faye Dunaway – Bonnie és Clyde - Audrey Hepburn – Várj, míg sötét lesz - Katharine Hepburn – Találd ki, ki jön vacsorára! - Anne Heywood – The Fox                                                              |
| Legjobb filmes alakítások (vígjáték vagy zenés film) | |
| Színész | Színésznő |
| - Richard Harris – Camelot - Richard Burton – A makrancos hölgy - Rex Harrison – Doctor Dolittle - Dustin Hoffman – Diploma előtt - Ugo Tognazzi – Egy erkölcstelen férfi                                                         | - Anne Bancroft – Diploma előtt - Julie Andrews – Ízig-vérig modern Millie - Audrey Hepburn – Ketten az úton - Shirley MacLaine – A nő hétszer - Vanessa Redgrave – Camelot                                                                |
| Legjobb mellékszereplők (filmdráma, vígjáték vagy zenés film) | |
| Színész | Színésznő |
| - Richard Attenborough – Doctor Dolittle - John Cassavetes – A piszkos tizenkettő - George Kennedy – Bilincs és mosoly - Michael J. Pollard – Bonnie és Clyde - Efrem Zimbalist, Jr. – Várj, míg sötét lesz                       | - Carol Channing – Ízig-vérig modern Millie - Quentin Dean – Forró éjszakában - Lillian Gish – Szerepjátszók - Lee Grant – Forró éjszakában - Prunella Ransome – Távol a tébolyult tömegtől - Beah Richards – Találd ki, ki jön vacsorára! |
| Az év felfedezettje | |
| Színész | Színésznő |
| - Dustin Hoffman – Diploma előtt | - Katharine Ross – Diploma előtt |
| Legkedveltebb alakítás | |
| Színész | Színésznő |
| - Paul Newman | - Julie Andrews |
| Egyéb | |
| Legjobb rendező | Legjobb forgatókönyv |
| - Mike Nichols – Diploma előtt - Stanley Kramer – Találd ki, ki jön vacsorára! - Norman Jewison – Forró éjszakában - Arthur Penn – Bonnie és Clyde - Mark Rydell – The Fox                                                        | - Stirling Silliphant – Forró éjszakában - Robert Benton, David Newman – Bonnie és Clyde - Lewis John Carlino, Howard Koch – The Fox - Buck Henry, Calder Willingham – Diploma előtt - William Rose – Találd ki, ki jön vacsorára!         |
| Legjobb eredeti filmzene | Legjobb eredeti filmbetétdal |
| - Frederick Loewe – Camelot - Leslie Bricusse – Doctor Dollitle - Elmer Bernstein – Ízig-vérig modern Millie - Henry Mancini – Ketten az úton - Francis Lai – Élni az életért                                                     | - „If Ever I Would Leave You” – Camelot - „Talk to the Animals” – Doctor Dolittle - „Circles in the Water” – Élni az életért - „Please Don't Gamble with Love” – Ski Fever - „Thoroughly Modern Millie” – Ízig-vérig modern Millie         |
| Legjobb idegen nyelvű film (eredeti nyelvű) | Legjobb idegen nyelvű film (angol nyelvű) |
| - Élni az életet – Franciaország - Elvira Madigan – Svédország - Egy erkölcstelen férfi – Franciaország/Olaszország - Szigorúan ellenőrzött vonatok – Csehszlovákia - Közöny – Franciaország                                      | - The Fox – Kanada - Baleset – Egyesült Királyság - Tréfacsinálók – Egyesült Királyság - Smashing Time – Egyesült Királyság - Ulysses – Egyesült Királyság - Suttogók – Egyesült Királyság                                                 |

## Televíziós díjak
A nyertesek félkövérrel jelölve.
| Legjobb televíziós sorozat | Legjobb televíziós sorozat |
| --- | --- |
| - Mission: Impossible - The Carol Burnett Show - The Dean Martin Show - Garrison's Gorillas - Rowan & Martin's Laugh-In                                                                     | |
| Legjobb alakítás televíziós sorozatban | |
| Színész | Színésznő |
| - Martin Landau – Mission: Impossible - Brendon Boone – Garrison's Gorillas - Ben Gazzara – Run for Your Life - Dean Martin – The Dean Martin Show - Andy Williams – The Andy Williams Show | - Carol Burnett – The Carol Burnett Show - Barbara Bain – Mission: Impossible - Lucille Ball – The Lucy Show - Nancy Sinatra – Movin' with Nancy - Barbara Stanwyck – The Big Valley |

## Különdíjak

### Cecil B. DeMille-életműdíj
A Cecil B. DeMille-életműdíjat Kirk Douglas vehette át.

## Fordítás
Ez a szócikk részben vagy egészben  a(z)   25th Golden Globe Awards című angol Wikipédia-szócikk fordításán alapul.  Az eredeti cikk szerkesztőit annak laptörténete sorolja fel. Ez a jelzés csupán a megfogalmazás eredetét és a szerzői jogokat jelzi, nem szolgál a cikkben szereplő információk forrásmegjelöléseként.